# Robert Lansing
Robert Lansing (17. října 1864, Watertown – 30. října 1928, New York) byl americký právník, diplomat a politik. V letech 1915 až 1920 působil jako ministr zahraničních věcí USA. V době kdy byl ministrem zahraničí se původně neutrální Spojené státy zapojily na straně Dohody do první světové války. Robert Lansing se po skončení války účastnil i pařížské mírové konference.